# U.S. Paolana
Unione Sportiva Paolana  là một câu lạc bộ bóng đá Ý đến từ Paola, Calabria. Màu sắc của nó là toàn màu xanh.